# ぼくのわたしの勇者学
『ぼくのわたしの勇者学』（ぼくのわたしのゆうしゃがく）は、麻生周一による日本の漫画作品。　

## 概要
新任教師・鋼野剣を主人公とするギャグ漫画。麻生の初連載作品で、『週刊少年ジャンプ』（集英社）2007年24号から2008年35号まで連載された。全6巻、66話。話数カウントは「Lv（レベル）」。
麻生のデビュー作『勇者パーティー現る』をもとに制作された。連載開始前、作者は「マンガで学ぶ!勇者学入門」「カリスマ勇者教師KEN」「猿でも解る勇者学入門」というタイトルを考えていたが、タイトルだけでギャグ漫画と認識できるとして『ぼくのわたしの勇者学』を選んだ。
連載中に2話同時掲載が6回行われた（うち5回は、休載作品の代理原稿として掲載）。更に、本誌連載を休載することなく『赤マルジャンプ』2008 WINTERでも2話同時掲載を行い、『ジャンプSQ』2008年7月号にも番外編を掲載した。SQ掲載の番外編のみ『麻生周一短編集 超能力者斉木楠雄のΨ難 0』収録。2017年に文庫版が発売された。
麻生の連載作品である『新世紀アイドル伝説 彼方セブンチェンジ』（以下『彼方』）、『斉木楠雄のΨ難』（以下『斉木』）、にも、しばしば本作の登場人物などが登場する。『斉木』連載5周年記念（244χ）では、鋼野剣・宗村まさゆき・火野木望がゲスト出演する。
麻生は本作について、全体的に見れば鋼野が主人公だが、盾が実質的な主人公である話もあったと振り返っている。ツッコミ役の方が主人公として扱いやすかったからであり、麻生はこの経験から、『斉木』でツッコミ役を主人公に据えた。
本作の評価について、『斉木』と並ぶ麻生の代表作として紹介されることもある。麻生は「荒さはやばい」が「思い入れも強い」と語っている。商業的にはあまり成功せず、2012年10月時点で『勇者学』全6巻のシリーズ累計発行部数が『斉木』0巻（短編集）・1巻の合計部数に抜かれている。編集部の分析では読者が主人公に共感できず、「変な人」という印象で終わってしまったのが失敗の要因としている。
担当編集者は、服部雄二郎で、 単行本において、「俺とお前と麻生君」というコーナーを持っていた。

## あらすじ
私立ホーリーランス学園（ホリ高）1-Aに勇者とはかけ離れた性格の自称「勇者」、鋼野剣が担任教師としてやってくる。生徒の1人河野盾は鋼野に気に入られてしまい、様々な厄介ごとに巻き込まれる。さらに、鋼野を顧問にしようと、火野木望らゲーム研究部が廃部をかけて鋼野に勝負を挑むが敗北。そして鋼野は新たに勇者部を作り、旧ゲーム部を事実上吸収する。
Lv11以降は、勇者部とそのメンバーを中心にストーリーが展開していく。Lv49にて進級が行われた。Lv65では学校の校舎が焼失したが、その次の回で70年後に時間が飛び、唐突に最終回を迎えた。

## 登場人物
- Lv64の人気投票の順位は主に10位まで記載。なお、順位は人気・不人気票の差し引きにより導き出された結果である。
- プロフィールは基本的に原文ママ。数値が不明な項目は省略。
- 声優は、『斉木楠雄のΨ難 Ψ始動編』に登場した時の声優を記載する。

### 私立ホーリーランス学園

#### 勇者部
鋼野 剣（はがねの けん）
声 - 神谷浩史 
本作の主人公。私立ホーリーランス学園の男性教師（勇者学担当）。1-A→2-Dの担任。勇者部顧問。
6月10日生。AB型。身長174cm、体重60kg。好きなモノはバナナ、コーラ、ゲーム、盾（じゅん）。嫌いなモノは野菜全般、牛乳、勇者を馬鹿にする奴。人気投票2位。
自称勇者で、勇者の家系（父親も勇者）を自認する。「勇者」とはかけ離れた性格で、強者に媚びて弱者をいじめるが、勇者を侮辱されると相手が誰であれ怒りを表す。服装はかなり奇抜。愛剣はマジヤベェ剣。
教師だが学力は異常に低い。勇者学の授業を通じ「優しさ」「勇気」「強さ」を生徒に教えようとする。ゲーム研究部を廃止・吸収して勇者部を創り、顧問となる。赴任初日から盾に興味を持ち、時に意地悪をする。
近隣住民や商店街からは嫌悪されており、鋼野の名前を口にした者は顔に唾を吐きかけられる。ただ、ゲームセンター「あっぷりけ」では実力No.1のゲーセンキング「鬼ハメの剣」と称され、常連客から崇められる。
住居はアパート「キャッスルあかばね」の202号室。インテリアはゲーム「ワンダーアドベンチャー」の主人公の部屋と同じで、整理整頓が行き届いている。
趣味はブログやビリーズブートキャンプ。防具屋の店主とは仲が良く、月に1度店に通う。特技は餌なしでザリガニを釣ること。コレクションは大量の装備品で、それを自慢したがるが他人に触られるのは嫌う。
Lv65で自分たちが引き起こしたホリ高の火災から、勇者部員らと避難したところを「生徒を救った新任教師」と報道され、本物の勇者と認められる。クローン技術でその容姿は衰えず、70年後の2078年では3人目のクローン鋼野が内閣総理大臣に任命される。
『斉木』にも複数回登場する。
河野 盾（こうの じゅん）
声 - 島﨑信長
本作の準主人公・ツッコミ役。1-A→2-Dの男子生徒。勇者部部長。マドカ親衛隊隊長。人気投票1位。
1月6日生。A型。身長171cm、体重54kg。やぎ座。好きなモノはラーメン、メロンソーダ、委員長。嫌いなモノは虫全般、鋼野。
地味な性格で苦労人。滅多に怒らず、まさゆきに立ち向かうなど勇気をみせることもある。ファッションセンスは非常に悪い。趣味はブログ（タイトルは「タテブログ」）。当初鋼野から名前を「かわのたて」と誤読される。
友達が少ないと誤解されることが悩みで、普通の友達がいないと自覚する。クラスでも友人は少なく、食堂で離れた席の会話に意識だけ参加する「エア会話」を会得している。鋼野からは一方的に気に入られ、それを迷惑がるが、極稀に心が通う。
鋼野に勝手に勇者部部長にさせられ、彼が顧問を辞めないために他の部員から部長に慰留される。コスチュームは踊り子。音ゲーが得意。
住居はあるマンションの503号室。まさゆきの家（バーバーむねむら）とは近所。
1年の時は黒須に思いを寄せるが、2-D進級後は円に鞍替えする。また、まさ子に惚れられていて、22歳の時に入院先で看護師だったまさ子と偶然再会し、後に結婚する。40歳代頃からは前髪の禿げが目立ち、70年後にはすっかり無くなる。
『斉木』にも複数回登場する。
宗村 まさゆき（むねむら まさゆき）
声 - 小野大輔
1-A→2-Dの男子生徒。勇者部部員。通称「ギロチンのまさゆき」。「ホリ高四天王」の一人。
やぎ座。好きなモノは鋼野剣、嫌いなモノは河野盾。人気投票7位。
喧嘩っ早く騙されやすい性格。上機嫌だと関西弁になる。スキンヘッドが特徴。体中傷跡だらけで、顔に十文字の傷跡がある。周囲から恐れられるが、実は喧嘩に弱い。
Lv1では1-A一番の不良で、鋼野にも反発するが、Lv2で改心して以降は鋼野を尊敬する。鋼野によって勇者部に入部させられる。コスチュームはNEWモデル（盾曰く「変態」）。一方で盾を敵視する。
実家は床屋「バーバーむねむら」を営業。瓜二つな妹・まさ子がいる。19歳の姉もいるが未登場。
女性に弱く、自室には無数の「モテ男グッズ」が置いてある。Lv13で火野木に一目惚れしてからは、幾度となく強引なアタックをかけるが、毎回肩透かしを食らう。
妹のまさ子と盾が結婚したため、盾の義兄となる。40歳代からは髪が生え出し、ふさふさになったらしい。70年後の最終回では、その5年前に81歳で既に亡くなっている。
連載終了後、『週刊少年ジャンプ』2009年14号掲載の『いぬまるだしっ』に、カードゲームのキャラクターとして登場する。『斉木』にも複数回登場する。
火野木 望（ひのき のぞみ）
声 - 茅野愛衣
1-A→2-Dの女子生徒。ゲーム研究部（ゲーム部）部長→勇者部部員。
3月2日生。O型。身長152cm。好きなモノはお金、紙幣、現金、福沢諭吉、マネー、ゲームと呼ばれるモノ全て。嫌いなモノは場の空気を読めない人、小野石男、メンマ。人気投票8位。
ノリの良い・即物的な性格。好きなタイプは貴闘力。ボケキャラだが比較的まともで、盾に続くツッコミ役になることもある。盾曰く学年で7、8番目に美女。金への執着心が強く、金儲けのためなら手段を択ばない。投資もしている。
ゲームに詳しく、ゲーム部廃部後は活動内容が重なる勇者部に入部する。コスチュームは魔導師。
実家は「ラーメンひのき」を経営しており、小遣いは歩合制。小遣い稼ぎのために魔導師コスチュームを着用して「魔女っ娘ラーメン」として店を手伝う。客からは好評で、この格好を見たまさゆきに惚れられる。
福ブクラーの1人で、福袋女王（クイーン）と呼ばれるほどの強運を持つ。
70年後には「ラーメン火野木」の後を継いで、惑星規模で8号店まで経営する大規模なチェーン店にまで発展させる。2078年現在はバツ8。
『斉木』にも複数回登場する。
真道市 杖（まどういち じょう）
1年→2-Dの男子生徒。ゲーム部部員（エース）→勇者部部員。
10月24日生。AB型。身長176cm。体重53kg。好きなモノはTVゲーム、本、映画、音楽など退屈をつぶすモノ全て。嫌いなモノは退屈、運動など体を動かすこと、小野石男。好きでも嫌いでもないものは女。人気投票4位。
白髪の垂れ目のイケメンで女性には非常にモテる。天然パーマであることを気にしている。性格は穏やかで、話し方は比較的丁寧だが、稀に人を見下す言動を見せる。記憶力は悪いが勘は鋭い。落ち込む盾を励ますなどの優しい部分や、火野木の暴走を止めるなどまじめな面もある。弟が1人いて、猫を飼っている。
ゲーム好きで、その実力は作中最強。ゲーマーたちの間では幾つもの通り名がある。ゲームが始まると性格が変わる。部室では常にゲームをし、部内では火野木の意見にほぼ順応する。コスチュームは盗賊。
70年後は元ハリウッドスターになっていた。
小野 石男（おの いしお）
声 - 松風雅也
2-B→2-Dの男子生徒。ゲーム部部員→勇者部部員。通称「ブタ」。
6月8日生。A型。身長165cm。好きなモノは食物全般、ギャルゲー、アニメ、火野木望、真道市杖、二次元の女の子。嫌いなモノは図々しい奴、自分の領域に踏み込んでくる奴、ダイエットコーラ。
外見はデブ・眼鏡・キモメンで、オタクのステレオタイプような容姿。自己中心的な性格で、自分を美化して語ることも多い。口癖は「ブヒィ」。扱いは悪く、勇者部内でも嫌われてる。
ゲームへの思い入れは強く、ある程度腕もあるようで、格闘ゲームで鋼野をあっさり倒す。コスチュームはブタ（鋼野曰く「呪われている」設定）。また、ゲームセンター『沈黙の飛行船』で恋愛ゲーム上のキャラクター柚野あいす（ゆずの-）を「彼女」にする。オタク仲間が数人いる。
大食い大会で優勝経験がある大食い。ラーメンひのきでは『大盛』を4杯頼むため、火野木父から一方的に娘の婚約者扱いされる。
登場頻度は高いが、人気投票では（大量のマイナス票により）177位と圧倒的に最下位。また、勇者部部員では唯一単行本の背表紙を飾らない。
最終回では70年間ずっとフリーター（アルバイト）をやっていた。

#### 教師
風間 応助（かざま おうすけ）
ホリ高の校長。初老の男性。通称「魔王」「閻魔大王」。自称「偉大なる悪の伝道師」。
7月7日生。B型。身長167cm、体重48kg。好きなモノは権力、命令に忠実な者、紅鮭、湯豆腐、芋焼酎。嫌いなモノは計画を邪魔する者、甘いモノ、ホラー映画。
夢想的だが、普段は厳格な性格を装い、生徒たちには冗談が嫌いな堅物な人と思われている。魔王を侮辱されると激怒する。防具屋の常連客で、そこの商品を渡すと頼みを聞く。誉められると優しくなるが、低く評価されると落ち込む。本来勇者と魔王は敵同士だが、鋼野とはかなり親しく、二人でホリ高クエストと称した遊びを行う。
世界征服の第一歩として校長になったらしいが、その一環として立てた計画はどれも世界征服と関係なさそうなものばかりである。
70年後では故人。
教頭（きょうとう）
ホリ高の教頭。中年の男性。本名不明。
普段は礼儀正しいが、怒ると粗暴になる。毎月色々大変らしい。風間と二人っきりの時は「魔王」と呼ばされ、鋼野との戦いに魔王の部下として強制参加させられる。特技は掛け声の強弱に合わせて狙ったサイコロの目を出すこと。
茨城 ムチコ（いばらき ムチコ）
ホリ高の女性教師（英語担当）。
12月8日生。A型。身長165cm、体重52kg。好きなモノはチーズケーキ、紅茶、勉強、ぬいぐるみ、昼ドラ。嫌いなモノは鋼野、梅干し、輪を乱す人、鋼野、テレビゲーム、タバコの煙、鋼野、クモ、鋼野。
教師陣で屈指の美貌を持つ。生真面目で厳格な性格。しかし、鋼野へのストーキングなど奇怪な言動もとる。
鋼野の授業方針に反発し、彼を学校から追放しようとする。追放計画の一環として、転校生・麦原一子（後述）として1-Aの一員となるが、その後も教師として登場する。
吉田（よしだ）
ホリ高の男性教師、1-Aの担任（Lv1で退職）。鋼野の前任者。
5月24日生。B型。身長169cm、体重56kg。好きなモノはじゃがりこ、お金、自由、ブランド品。嫌いなモノは自分を縛るモノ、子供、金をせびってくる肉親や親戚。
宝くじで大金を当てたため教職を退く。以降生徒からは「成金」と呼ばれる。生徒たちの回想では、じゃがりこ関連のシーンが多い。
退職後すぐ散財し、雑貨店ショップYOSHIDAを開くが、開店資金を借りた闇金融からの取り立てで逃亡・閉店する。その後、再び宝くじで大金を当て、ゲームセンターYOSHIDAを設立する。ゲームは一通り揃っているが、ケチ臭いものばかりで客は少ない。宝くじ当選前の記憶はあまり残っていないらしい。
70年後は脱税して投獄される。
火鳥 終（ひとり しゅう）
ホリ高の男性教師（体育担当）→ファミレスのウェイター。
11月13日生。O型。身長183cm、体重68kg。好きなモノはムチコ先生、自分の顔、体、テニス。嫌いなモノは鋼野剣、自分より顔のいい男、不潔なモノ。人気投票172位（大量のマイナス票による）。
普段の顔はややイケメンだが、運動中はかなり気持ち悪くなる。ナルシストであり、失敗を指摘されると怒るため、生徒たちから敬遠される。
ムチコに惚れており、鋼野とムチコが恋仲だと誤解する。そのため鋼野と勝負を挑むが、連敗し学校を去る。その後はファミレスで働くが、年下のバイトからいじめられる。
槍崎 英雄（やりざき ひでお）
ホリ高の男性教師（賢者学担当）。2-Bの担任。自称大賢者。鋼野の幼馴染。
6月10日生。O型。身長164cm、体重51kg。好きなモノは寿司、オレンジジュース、筋トレ、イリュージョン悟、生徒。嫌いなモノは納豆、カキ、魔法を信じない人、悪い奴。人気投票3位（作者が驚くほど大量の女性票を集めた）。
怒るとかなり怖いが普段は優しく、鋼野に比べて常識的。途中から語尾に「～じゃ」と付け、老人語を話すようになる。学力はかなり低く、鋼野未満の描写もある。ルックスは良く、生徒からは人気。盾を「タテくん」と呼ぶ。
昔は武道家を目指していたため筋骨隆々で超人的な怪力を持ち、体中に傷跡がある。魔法を使えると自称するが、実態はマジックか力任せなものばかりである。使う技は全て「大魔法」と呼び、呪文名はムコウイテロ（向こう行ってろ）など、単にカタカナ読みしたものである。本人曰く「同じ魔法は1日1回まで」というが実際は適当。
ホームレスの男性イリュージョン悟（-さとる）の影響で賢者に目覚め、彼を師として月謝・食物と引き換えに「魔法」を教わっている。
鋼野と同じくキャッスルあかばねに住み、様々な日用品に錘を付けている。新聞を取っているがテレビ欄と4コマしか読まない。
勇者部関係者以外では唯一単行本の背表紙を飾る。

#### 1年A組
鋼野が吉田から引き継ぎ担任したクラス（Lv1-48）。主な生徒は下記の他に、河野盾・宗村まさゆき・火野木望（いずれも2年ではD組に所属）。
木村（きむら）
1-A→2-Dの男子生徒。クラスの司会者役。自称「プロフェッサーK」。
3月10日生。A型。身長176cm、体重50kg。好きなモノはマイク、漫画全般、映画全般、委員長、委員長が描いた漫画。嫌いなモノはピーマン、うに、サングラス。人気投票9位。
ボサボサ頭と眼鏡が特徴。行事でとたんにはりきるタイプ。喋る際にはマイクを使用する。盾とは家が近所。
黒須のことが好き。一度彼女に告白してフラるが、その後も好意を抱き続ける。
ホリ高卒業後は、地方局のアナウンサーになったらしい。
麦原一子（むぎはら いちこ）
1-A→2-Dの女子生徒。転校生に扮した茨城ムチコ。通称「ムチコ」。
鋼野に関することには熟知しており、勇者学のテスト（ほぼ鋼野に関するテスト）で満点を採る。黒須曰く女優のエロス弓子に似ている。盾のみ正体に気付く。
秋山（あきやま）
1-Aの男子生徒。クラスの中心的存在。
短髪が特徴。出席番号は1番。授業では積極的に発言し、交友関係も多い。
黒須 矢弓（くろす やゆみ）
1-A→2-B女子生徒。両クラスの委員長。火野木の幼馴染。通称「委員長」。
3月3日生。AB型。身長157cm、体重48kg。好きなモノは料理、裁縫、絵を描くこと、少女マンガ、お好み焼き、チョコレート。嫌いなモノは暴力的な人、爬虫類、虫、霊的なモノ。
鋼野やまさゆきに立ち向かうなど割と度胸がある。盾や木村に好かれるが、彼氏はいない。
火野木らが登場するまでは出番が多く、本作のヒロインだったらしい。当初は常識人だが、徐々におかしくなる。ボウリングに行った際には火野木とともにボウリングセンターを出入り禁止にされるほどに暴走した。体操服を一度も家に持って帰らないなど不潔な一面もある。進級後は2-Bに配属され、盾と離れる。その後、槍崎に賢者学を教えられ、何らかの力が目覚める。

#### 2年D組
鋼野が担任したクラス（Lv49-65）。主な生徒は下記の他に、河野盾（委員長）・宗村まさゆき・火野木望・真道市杖・小野石男（留年生）・麦原一子（茨城ムチコ）・木村。勇者部員が全員そろうクラスでもある。
輪月 円（わつき まどか）
2-Dの女子生徒。学校一の美女。
地球で言うと12月4日生。職業は学生兼アダマンタイト星の王女。血液型は＠型－。身長は地球人の姿なら163cm、体重はアダマン星人の姿なら6t。好きなモノはマーガリン、ネコ、・∫Ω=※θ、芝生、ベータカロチン。嫌いなモノは豆腐、折りたためない携帯、突然の夕日、止まらない侵食、動かなくなったオルゴール、錆びたナイフ、立ちすくむ影、忍び寄る悪魔の手。人気投票10位。
非常に優しい性格。突拍子もないことを言ったり、趣味が変わっているなど、夢想的な面もある。「ウホ語」など独特の言語を使い、動物と会話できる（つもりでいる）。2-D進級後は盾から好意を持たれる。特技は父親の眼鏡を割ること。割ったときの父親のモノマネをすることを好む。
勝手連的なファンクラブとして、マドカ親衛隊（隊長:東中崎→盾）が存在する。
『彼方』と『斉木』小説1巻では人気アイドルとして登場した。
東中崎 夢次郎（ひがしなかさき ゆめじろう）
1-B→2-Dの男子生徒。輪月円のファン。
顔中ピアスだらけで刺青も掘っているが、性格は意外と普通。サングラスを取ると非常にきれいな目をしている。バンドをやっている。
マドカ親衛隊の隊長を彼女の同級生という理由で務めるが、後に盾にその座を強引に譲る。円を「天使」と呼び、常に彼女の動向を見守っている。
ビート板の奴（仮称）
2-Dの男子生徒。本名不明。
常に競泳水着を着て、ビート板を持っている。クラス内の自己紹介や人気投票、集合絵などに登場する（本編との絡みはない）。

#### その他の生徒
トモキ
ホリ高の男子生徒。ホリ高四天王の1人。
モヒカン刈りが特徴。四天王でもまさゆきの次に喧嘩が強いが、飛びぬけて格下。彼女がいる。
大木 半馬（おおき はんま）
ホリ高1年の男子生徒。
9月30日か29日生。職業は学生兼情報屋。A型(O型の疑いアリ)。身長140cmちょい、体重30kgくらい。好きなモノはありとあらゆる情報。嫌いなモノはガセネタ、自分、自分の境遇、うんこ。人気投票175位（一発キャラでは最下位）。
小柄で眼鏡をかけている。かなり否定的な性格で、自分の意見を否定されると極端に卑屈になる。新聞記者の息子で、趣味は情報収集。勇者部メンバーに関しても綿密な調査をするが、飛ばしも多い。
勇者部入部を申し込むが、小野が反対し、「出直す」と口にして去って行く。

### 主要人物の家族
河野 房史（こうの ふさふみ）
河野盾の父親。
母に比べると言動はまとも。盾のファッションセンスや性格などは父譲りと思われる。
河野 福江（こうの ふくえ）
河野盾の母親。
2月25日生。O型。身長145cm。好きなモノは家族、TVゲーム、和菓子、海外ドラマ。嫌いなモノはゴキブリ、ネズミ、息子の前髪。
かなりの天然ボケでドジッ娘の面がある。髪の色は緑にピンクのラインが入った色。ゲームは好きだが得意ではない。よく盾に生活態度をたしなめられる。
宗村 まさ子（むねむら まさこ）
宗村まさゆきの妹。女子中学生。盾の将来の妻。
眼鏡を着用しているが、顔は兄と瓜二つ。兄と比べると素直な性格。盾に惚れている。高校進学後は美人になっていき、看護師の道へと進む。勤務先の病院で盾と再会し結婚する。
ヨロイ
盾とまさ子の孫。河野姓であるかは不明。
70年後に登場。鋼野に憧れ、彼とそっくりの格好をしている。
火野木父（ひのきちち）
火野木望の父親。「ラーメンひのき」の経営者。
常に仮面をつけ、ラーメンを作る時は怪しい動作を伴う。ラーメンの味は極めて普通だが依存性がある。素はかなりフランクな性格。
「大盛」を完食した男が望の婚約者に相応しいと考え、大盛4杯をたいらげる小野を婚約者扱いする。しかし、まさゆきが小野のタイムより早く大盛を完食できるようになると、彼を認めるようになっていく。

### その他の人物
店長（てんちょう）
本名不明。防具屋の店長。
鉄仮面と背面がメッシュになった鎧を着用しているが現実主義的な考えの持ち主。
常連客の鋼野とは開店以来の付き合いだが互いの詳しいことは知らない。盾を「ピーマン男」と呼ぶ。
ピーチティ長谷川（ピーチティはせがわ）
「あっぷりけ」No.5の実力者。
『斉木』小説1巻にも元役者でピーチティの移動販売店長として登場する。

## 用語

### 学校関連
私立ホーリーランス学園
盾や鋼野が通う高校。略称は「ホリ高」。校舎の中心部に巨大な剣が付けられている。テレビ番組によると学力偏差値は高くない。Lv65で勇者部員たちが校舎内で花火をして全焼させる。
ホリ高四天王
ホリ高の不良グループの有力者。なぜか5人いる。名前が分かっているメンバーは、まさゆきとトモキの2名。

#### 授業科目
勇者学
鋼野が担当する科目。「生徒達を立派な勇者にさせる」という目標のもと、生徒達に「勇気」「強さ」「やさしさ」を教える授業。
実際は、バラエティ（TV番組）的なものが多く、看板倒れに終わっている。週に6時間あり、教科書はなく、成績評価の対象になるかは不明。
賢者学
槍崎が担当する科目。
正しい賢さを学び、不可能を可能にさせることが目的。

#### 部活動
ゲーム研究部
ゲームを活動内容とする部活。
部員：火野木望（部長）・真道市杖・小野石男
顧問は不在。Lv10で廃部する。
勇者部
本作のストーリーの中心となる部活。活動内容はゲーム・冒険（夏休み）。
顧問：鋼野剣。部員：河野盾（部長）・宗村まさゆき・火野木望・真道市杖・小野石男
部員はいずれも登場頻度が高い。事実上の前身はゲーム研究会で、部員・部室・備品などを引き継ぐ。
最終回によると、卒業後も元部員たちの交流は続くようである。

### 店舗・住居関連
キャッスルあかばね
鋼野と槍崎が住むアパート。
非常に老朽化している。鋼野の住居は202号室。正面には巨大な城が建つ。
防具屋
鋼野行きつけの店。勇者部員がコスチュームを買う場所。
「エロビル」という建物の5階にある。看板は盾の形。品揃えは豊富で、防具の他（防具と呼べる物でもないが）、武具、私服、デストロイバッファローの頭巾なども販売する。
後に客も鋼野・風間ぐらいになり、経営危機に陥る。宣伝に努めるものの11月30日に閉店するが、杖が女子高生を大勢連れてきたため、かろうじて存続する。
バーバーむねむら
理髪店。宗村まさゆきの実家で、盾や木村の家の近所。
ラーメンひのき
火野木望の実家でもあるラーメン屋。
味は普通だが若干依存性のあるラーメンを扱う。ほぼ全てのメニューに「魔女っ娘」と名がつく。主な客は盾・まさゆき・小野。
『斉木』本編では2号店（場所はバーバーむねむらの隣りで、『あっぷりけ』の向かい）、同小説1巻では本店が登場する。
大盛
ラーメンひのきのメニュー。量がとても多く、残すと火野木父にスープの出汁にされるらしい。数少ない挑戦者には客から声援が送られる。火野木父は大盛を完食できる男が娘の夫に相応しいと考えている。
覇王翔吼軒（はおうしょうこうけん）
不衛生だが、美味いラーメンを出すラーメン屋。
『斉木』本編にも登場するが、店主は別人で、店も酷く落ちぶれている。

### ゲーム関連
ゲルマニウムファンタジーシリーズ
鋼野が好むゲームシリーズ。略称は「ゲルファン」。ジャンルはロールプレイングゲーム。
特徴的なシステムが多い。「ゲルマニウム」と名のつくアイテムがシリーズ最強のアイテムである。冬・春・夏と年3作発売される。
本作では下記の4 - 7作目が登場する。
『斉木』にも『5』がワゴンセール品として登場する
| タイトル                                                | 登場回        | 発売日                     | ストーリー                                                                     |
| ------------------------------------------------------- | ------------- | -------------------------- | ------------------------------------------------------------------------------ |
| ゲルマニウムファンタジーIV 〜悲しみの輪舞曲（ロンド）〜 | Lv9（発売前） |                            | 詳細不明                                                                       |
| ゲルマニウムファンタジー5                               | Lv21          |                            | 母親・バッファロークソ島が魔王を倒し、ニートの息子を立ち直らせる               |
| ゲルマニウムファンタジー6                               | Lv44          | （海藻物語3と同日）        | 母親脇腹谷毒ガス丸[注 24]と長老[注 25]が奮闘し、魔王となったニートの息子を救う |
| ゲルマニウムファンタジー7                               | Lv62          | 6月30日（海藻物語4と同日） | 詳細不明                                                                       |
バッファロークソ島
「ゲルファン5」の主人公。通称「クソ島」。名称変更可能。
初期装備は槍だが、攻撃はヒップアタック。通常のグラフィックは中年女性だが、ムービーシーンでは美少女のような容姿になる。体力がなく、走ると息が切れて動けなくなる。
人気投票6位。
魔王
「ゲルファン5」「ゲルファン6」のラストボス。HPは5。
必殺技はデスファイナルボール。5では世界を支配するが、普通にエンカウントされる。6ではニートの息子。
ニートの息子
「ゲルファン5」「ゲルファン6」の主人公の息子。
5ではほぼ活躍せず、6では魔王になる。5でも6でもグラフィックが同じ。
海藻物語シリーズ
発売当日に売り切れる人気ゲームシリーズ。探偵の若菜と助手のピーター（海藻物語2からはよし子も助手に加わる）が協力し、難事件を解決する「推理サスペンスアドベンチャーゲーム」。人間ドラマ風なゲーム内容が盾の好みに合っているらしい。盾の携帯の待ち受け画面も「海藻物語」である。
海藻物語シリーズの製作会社が「ゲルファン」製作会社に吸収合併され、海藻物語4では設定が無茶苦茶になる。
本作では下記の2 - 4作目が登場する。
| タイトル  | 登場回 | 発売日                           | ストーリー                                                                             |
| --------- | ------ | -------------------------------- | -------------------------------------------------------------------------------------- |
| 海藻物語2 | Lv9    |                                  | 詳細不明。若菜・ピーター・よし子・不死身のヒロシが登場[注 26]                          |
| 海藻物語3 | Lv44   | （「ゲルファン6」と同日）        | 詳細不明。若菜・ピーター・よし子が登場                                                 |
| 海藻物語4 | Lv62   | 6月30日（「ゲルファン7」と同日） | ストーカー被害者の女性マキを若菜・よし子が助ける。犯人は死んだと思われたピーターだった |
ゲームセンター『あっぷりけ』
常連客には必ず序列と異名が付くゲームセンター。多くの実力者がいる。No.1の実力者は「ゲーセンキング」と呼ばれる。
『斉木』にも登場する。
ワンダーアドベンチャー
割とポピュラーだと思われるRPGソフトシリーズ。
盾はやらなくてもクソゲーだと断言出来ると評した。鋼野の服装と部屋は、このゲームの主人公のそれに酷似している。
元は『勇者パーティー現る』で登場した全世界待望の大人気ゲームシリーズ。『斉木』の本編50χ・51χと小説1巻にも登場する。『斉木』では『ワンアド』とも呼ばれる。

### その他
マジヤベェ剣
鋼野の愛剣。この世で最も硬いと言われているらしき物質でできている。
しげる君人形
ショップYOSHIDAの商品。不快な顔の癒し系人形。値段は2700円。腹を殴ると弱気モードから強気モードまで10パターン以上の言語を喋る。1万回に1度隠しボイスが出る。ムチコが愛用する。
盾が吉田から給料代わりに貰った。それ以降も稀に登場する。
ゲーラ
ゲーマーが放つオーラ。作中では杖が放つ。
『彼方』では、「芸人が放つオーラ」として、『斉木』では超能力の一種としてこの言葉が登場する。
デストロイバッファロー
魔王の手下。モンスターの頭巾。
「牛の頭巾をつけたモンスター」という設定。実際は頭巾を被った人間で、中の人はしばしば変わる（教頭・まさゆき）。
類似した頭巾に、ホリ高クエストで登場した最凶最悪のモンスターデストロイ・ヘル・バッファローがいる。

## 前身
勇者パーティー現る（ゆうしゃパーティーあらわる）
本作の前身。麻生周一にとってデビュー作となる読切作品。第64回赤塚賞準入選、『週刊少年ジャンプ』2006年34号掲載。『勇者学』2巻収録

## 書誌情報
麻生周一 『ぼくのわたしの勇者学』 集英社
| 巻数 | タイトル                        | 発売日付      | ISBN              |
| ---- | ------------------------------- | ------------- | ----------------- |
| 1    | 鋼野剣                          | 2007年9月4日  | 978-4-08-874458-2 |
| 2    | 勇者部召集!                     | 2007年11月2日 | 978-4-08-874460-5 |
| 3    | 旅立て!ゲルマニウムファンタジー | 2008年2月4日  | 978-4-08-874481-0 |
| 4    | 槍崎英雄                        | 2008年5月2日  | 978-4-08-874503-9 |
| 5    | どきどきクラスチェンジ!         | 2008年8月4日  | 978-4-08-874531-2 |
| 6    | そして伝説へ…                   | 2008年11月4日 | 978-4-08-874594-7 |

- 文庫版、全3巻
  1. 2017年10月18日発売
  2. 　2017年10月18日発売
  3. 　2017年11月17日発売